# Usia vestita
Usia vestita är en tvåvingeart som beskrevs av Macquart 1846. Usia vestita ingår i släktet Usia och familjen svävflugor. Inga underarter finns listade i Catalogue of Life.